# Успенский монастырь (Ла-Фори)
Успенский монастырь (фр. Monastère de la Dormition-de-la-Mère-de-Dieu) — православный мужской монастырь Галльской митрополии Константинопольского патриархата в коммуне Ла-Фори во Франции.

В 1970 году марсельский профессор философии Жозеф Райси приобрёл для уединения и молитвы руинированные постройки в Ла-Фори. В 1971 году была совершена первая литургия, а в 1972 году на месте старой овчарни началось строительство церкви в честь Успения Пресвятой Богородицы. 

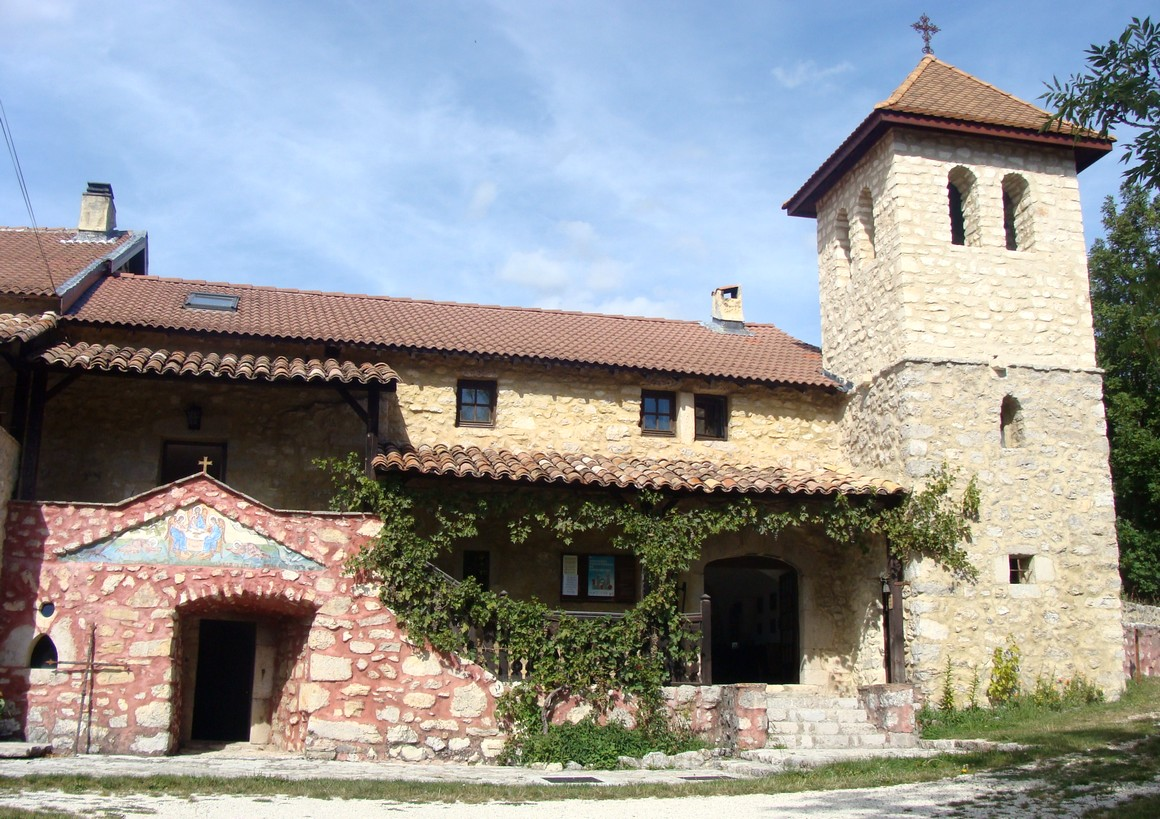

В 1974 году после паломнической поездки в Иерусалим, при содействии протосинкелла Галльской митрополии Христакиса Хараламбидиса, Жозеф утвердился в выбранном монашеском пути. 26 ноября 1976 года основание монастыря благословил митрополит Галльский Мелетий (Карабинис). В 1978 году Жозеф был пострижен в монашество с наречением имени Виктор, а 20 сентября 1981 года рукоположен в иеромонаха с благословением принимать в обитель новых насельников.
11 ноября 1986 года было начато строительство часовни в честь святого Мартина, а 12 мая 1988 года церковь была освящена митрополитом Мелетием.
19 декабря 1991 года митрополит Иеремия (Каллийоргис) совершил чин возведения Виктора в достоинство архимандрита и интронизацию во игумена (архимандрит Виктор скончался 17 августа 2020 года после продолжительной болезни).
В 2006 году силами монастыря была возведена новая соборная церковь (кафоликон). 1 января 2007 года был освящен придел святого Василия Марсельского. Храм, простой в плане, полностью покрыта фресками.
Богослужения в монастыре совершаются византийскими напевами на французском языке. Работа по адаптации французского языка к византийской мелодике была проделана под руководством второго игумена.